# Lluís Torner i Sabata
Lluís Torner i Sabata   (la Valldan, 20 de setembre de 1961) és un físic català, director i fundador de l'Institut de Ciències Fotòniques (ICFO) des de 2002 fins a 2024.
Llicenciat en Ciències Físiques per la Universitat Autònoma de Barcelona (1986), i doctor (1989) i catedràtic (2000) de la Universitat Politècnica de Catalunya. Va concebre i desenvolupar l'Institut de Ciències Fotòniques (ICFO), entitat que dirigeix des de la seva fundació el 2002, i que com a centre de referència del seu àmbit, a nivell mundial, s'encarrega de desenvolupar la recerca frontera en fotònica. Fou President de l'Associació Catalana d'Entitats de Recerca (ACER) durant el període 2009-2014. El 2012 va llegir el pregó de les Festes de la Mercè de la Ciutat de Barcelona.
Va rebre la Medalla Monturiol l'any 2009, el premi de lideratge de l'Optical Society of America l'any 2011 i el Premi Nature Mentoring de l'any 2017. El 2016 va ser guardonat amb el Premi Nacional de Recerca per part de la Generalitat de Catalunya i la Fundació Catalana per a la Recerca i la Innovació (FCRi). Ha estat elegit Fellow de la Optical Society of America, de la European Optical Society i de la European Physical Society, i és assessor de nombroses entitats públiques i privades d'Europa, Estats Units d'Amèrica, Canadà, Austràlia i la Comissió Europea. El 2023 va rebre la Medalla d'Or al Mèrit Científic, atorgada per l'Ajuntament de Barcelona.